# Hiệp ước Xanten
Hiệp ước Xanten (tiếng Đức: Vertrag von Xanten; tiếng Anh: Treaty of Xanten) là một hiệp ước được ký kết tại thị trấn Xanten ở Lower Rhine vào ngày 12/11/1614 giữa Wolfgang Wilhelm, Hành cung bá tước xứ Neuburg và John Sigismund, Tuyển đế hầu xứ Brandenburg với sự chứng kiến và trung gian của các đại diện ngoại giao đến từ Vương quốc Anh và Vương quốc Pháp. Thỏa thuận chính thức kết thúc Chiến tranh Kế vị Jülich và phân chia lãnh thổ Cleves – Jülich giữa Wilhelm và Sigismund.

## Điều kiện
Hiệp ước đã chấm dứt Chiến tranh Kế vị Jülich và mọi sự thù địch giữa các nhà cai trị của Hành cung Bá quốc Neuburg và Phiên bá quốc Brandenburg. Dựa trên các điều khoản của hiệp ước, các lãnh thổ của Jülich-Berg và Ravenstein thuộc về Wolfgang Wilhelm; các lãnh thổ của Cleves-Mark và Bá quốc Ravensberg thuộc về John Sigismund. Những vùng lãnh thổ này sau đó trở thành những tỉnh đầu tiên nằm dưới quyền cai trị của Nhà Hohenzollern ở vùng Sông Rhine và Westphalia, đây cũng là những lãnh thổ lâu đời nhất cấu thành nên Tỉnh Rhine và Tỉnh Westphalia trong tương lai.